# Outlaw 4 Life: 2005 A.P.
Albums de Outlawz
Neva Surrenda
(2002) We Want In: The Street LP
(2006)
Outlaw 4 Life: 2005 A.P. est le quatrième album studio du groupe Outlawz, sorti le 19 avril 2005.
L'album s'est classé 33e au Top Independent Albums et 44e au Top R&B/Hip-Hop Albums.
Les lettres A.P. dans le titre signifient After Pac, en référence au rappeur Tupac Shakur, mort en 1996.

## Liste des titres
| No  | Titre                                                            | Durée |
| --- | ---------------------------------------------------------------- | ----- |
| 1.  | Real Talk (featuring Focus...)                                   | 3:49  |
| 2.  | Can't Turn Back                                                  | 4:09  |
| 3.  | Celebrate (featuring TQ)                                         | 3:31  |
| 4.  | Big Ballin (featuring Bun B et Stormey)                          | 4:13  |
| 5.  | They Don't Understand                                            | 4:10  |
| 6.  | Let It Burn (featuring Chair Krazy)                              | 4:34  |
| 7.  | If You Want 2                                                    | 4:18  |
| 8.  | These Are the Times (featuring Stormey, Khujo Goodie et Malachi) | 4:46  |
| 9.  | Ghetto Gospel Pt. 2                                              | 4:47  |
| 10. | Smiling Faces (featuring F'Lana Star)                            | 3:15  |
| 11. | I Dare U (featuring Focus...)                                    | 3:15  |
| 12. | Don't Get It Fucked Up                                           | 4:03  |
| 13. | Sarred Vows (And I Do) (featuring Stormey)                       | 5:24  |
| 14. | Better It Get                                                    | 4:11  |
| 15. | Interlude (featuring C. Bone Jones)                              | 0:21  |
| 16. | Listen 2 Me                                                      | 3:53  |
| 17. | Losing My Mind (featuring Stormey)                               | 3:53  |